# Краге
Краге (Corcorax melanorhamphos) — вид горобцеподібних птахів родини апостолових (Corcoracidae).

## Поширення
Вид поширений у відкритих евкаліптових лісах на сході та півдні Австралії. Трапляється у Квінсленді, Новому Південному Уельсі, на півночі Вікторії та сході Південної Австралії.

## Опис
Птах завдовжки до 45 см. Оперення чорного забарвлення. При польоті під крилами видно пір'їни. Очі червоні, ноги чорні. Дзьоб тонкий, ледь зігнутий.

## Спосіб життя
Мешкає у сухих рідколіссях. Живе в зграях від 4 до 20 птахів, як правило, всі вони потомство однієї пари. Краге літає погано, нерівно і важко, так як більшу частину часу проводить на землі. Живиться комахами, в основному — термітами, і рослинною їжею. Сезон гніздування з серпня по грудень. Гніздо має вигляд глибокою чашоподібної конструкції з трави, що скріплена глиною та гноєм. Гніздо розташовується в розвилці гілок до 10 метрів над землею. У кладці від трьох до п'яти однотонних кремових яйця, рідко — плямисті. У насиджуванні і годуванні пташенят беруть участь всі члени зграї.